# Тур де Ски 2007/2008
Тур де Ски 2007/2008 — вторая в истории многодневная лыжная гонка под эгидой Международной федерации лыжного спорта. Стартовала 28 декабря 2007 года в чешском Нове-Место-на-Мораве, а финишировала 6 января 2008 на склоне горы Альпе де Чермис в Италии. 
Победителями многодневки стали чех Лукаш Бауэр, выигравший в этом сезоне еще и Кубок мира, и шведка Шарлотт Калла, которая на финальном подъёме обошла действующую победительницу Тур де Ски — финку Куйтунен.

## Этапы

### Мужчины
| Дата            | Место проведения | Дисциплина                            | Победитель            | Второе место        | Третье место        |
| --------------- | ---------------- | ------------------------------------- | --------------------- | ------------------- | ------------------- |
| 28 декабря 2007 | Нове-Место       | 4,5 км классическим стилем, пролог    | Лукаш Бауэр           | Аксель Тайхман      | Одд-Бьёрн Йельмесет |
| 29 декабря 2007 | Нове-Место       | 15 км свободным стилем, преследование | Эммануэль Жоннье      | Лукаш Бауэр         | Валерио Кекки       |
| 30 декабря 2007 | Прага            | Спринт свободным стилем               | Николай Морилов       | Симен Эстенсен      | Тур Арне Хетланн    |
| 1 января 2007   | Нове-Место       | 15 км свободным стилем, преследование | Пьетро Пиллер Коттрер | Валерио Кекки       | Эммануэль Жоннье    |
| 2 января 2008   | Нове-Место       | 15 км классическим стилем             | Лукаш Бауэр           | Йенс Арне Свартедал | Николай Панкратов   |
| 4 января 2008   | Азиаго           | Спринт свободным стилем               | Петтер Нортуг         | Николай Чеботько    | Тур Арне Хетланн    |
| 5 января 2008   | Валь-ди-Фьемме   | 20 км классикой масс-старт            | Одд-Бьёрн Йельмесет   | Йенс Арне Свартедал | Франц Гёринг        |
| 6 января 2008   | Валь-ди-Фьемме   | 10 км свободным стилем Финальная гора | Рене Зоммерфельдт     | Кристиан Хоффман    | Мартин Байчичак     |

### Женщины
| Дата            | Место проведения | Дисциплина                            | Победитель          | Второе место           | Третье место     |
| --------------- | ---------------- | ------------------------------------- | ------------------- | ---------------------- | ---------------- |
| 28 декабря 2007 | Нове-Место       | 3,3 км классическим стилем, пролог    | Вирпи Куйтунен      | Айно-Кайса Сааринен    | Юстина Ковальчик |
| 29 декабря 2007 | Нове-Место       | 10 км свободным стилем, преследование | Шарлотт Калла       | Сабина Вальбуза        | Марит Бьёрген    |
| 30 декабря 2007 | Прага            | Спринт свободным стилем               | Арианна Фоллис      | Пирьё Муранен          | Марит Бьёрген    |
| 1 января 2008   | Нове-Место       | 10 км свободным стилем, преследование | Шарлотт Калла       | Кристин Стёрмер Стейра | Клаудия Нюстад   |
| 2 января 2008   | Нове-Место       | 10 км классическим стилем             | Айно-Кайса Сааринен | Вирпи Куйтунен         | Терезе Йохёуг    |
| 4 января 2008   | Азиаго           | Спринт свободным стилем               | Шарлотт Калла       | Наталья Коростелёва    | Юстина Ковальчик |
| 5 января 2008   | Валь-ди-Фьемме   | 10 км классикой масс-старт            | Вирпи Куйтунен      | Шарлотт Калла          | Клаудия Нюстад   |
| 6 января 2008   | Валь-ди-Фьемме   | 9 км свободным стилем Финальная гора  | Валентина Шевченко  | Кристин Стёрмер Стейра | Клаудия Нюстад   |

## Результаты

### Мужчины
| Место | Лыжник            | Страна   | Время     |
| ----- | ----------------- | -------- | --------- |
| 1     | Лукаш Бауэр       | Чехия    | 3:38:07.4 |
| 2     | Рене Зоммерфельдт | Германия | +2:47.3   |
| 3     | Джорджо Ди Чента  | Италия   | +2:47.6   |
| 4     | Тор Асле Йердален | Норвегия | +2:53.9   |
| 5     | Тур Арне Хетланн  | Норвегия | +3:04.0   |

| Место | Лыжник            | Страна   | Очки |
| ----- | ----------------- | -------- | ---- |
| 1     | Петтер Нортуг     | Норвегия | 104  |
| 2     | Тур Арне Хетланн  | Норвегия | 104  |
| 3     | Джорджо Ди Чента  | Италия   | 96   |
| 4     | Николай Морилов   | Россия   | 90   |
| 5     | Тор Асле Йердален | Норвегия | 88   |

### Женщины
| Место | Лыжница            | Страна    | Время     |
| ----- | ------------------ | --------- | --------- |
| 1     | Шарлотт Калла      | Швеция    | 2:43:01.0 |
| 2     | Вирпи Куйтунен     | Финляндия | +36.4     |
| 3     | Арианна Фоллис     | Италия    | +53.3     |
| 4     | Валентина Шевченко | Украина   | +1:09.2   |
| 5     | Ольга Рочева       | Россия    | +1:14.8   |

| Место | Лыжница             | Страна    | Очки |
| ----- | ------------------- | --------- | ---- |
| 1     | Вирпи Куйтунен      | Финляндия | 156  |
| 2     | Арианна Фоллис      | Италия    | 109  |
| 3     | Пирьё Муранен       | Финляндия | 106  |
| 4     | Юстина Ковальчик    | Польша    | 99   |
| 5     | Наталья Коростелёва | Россия    | 90   |